# 房彦藻
房彥藻（—618年），字孝朗，齊郡人，出身清河房氏。隋末曾任宋城縣縣尉，後加入瓦崗軍，任左長史，為瓦崗之變的策劃者之一。他於唐朝初年為李密出使會見竇建德，後被叛將王德仁於衞州殺害。